# Wappinger

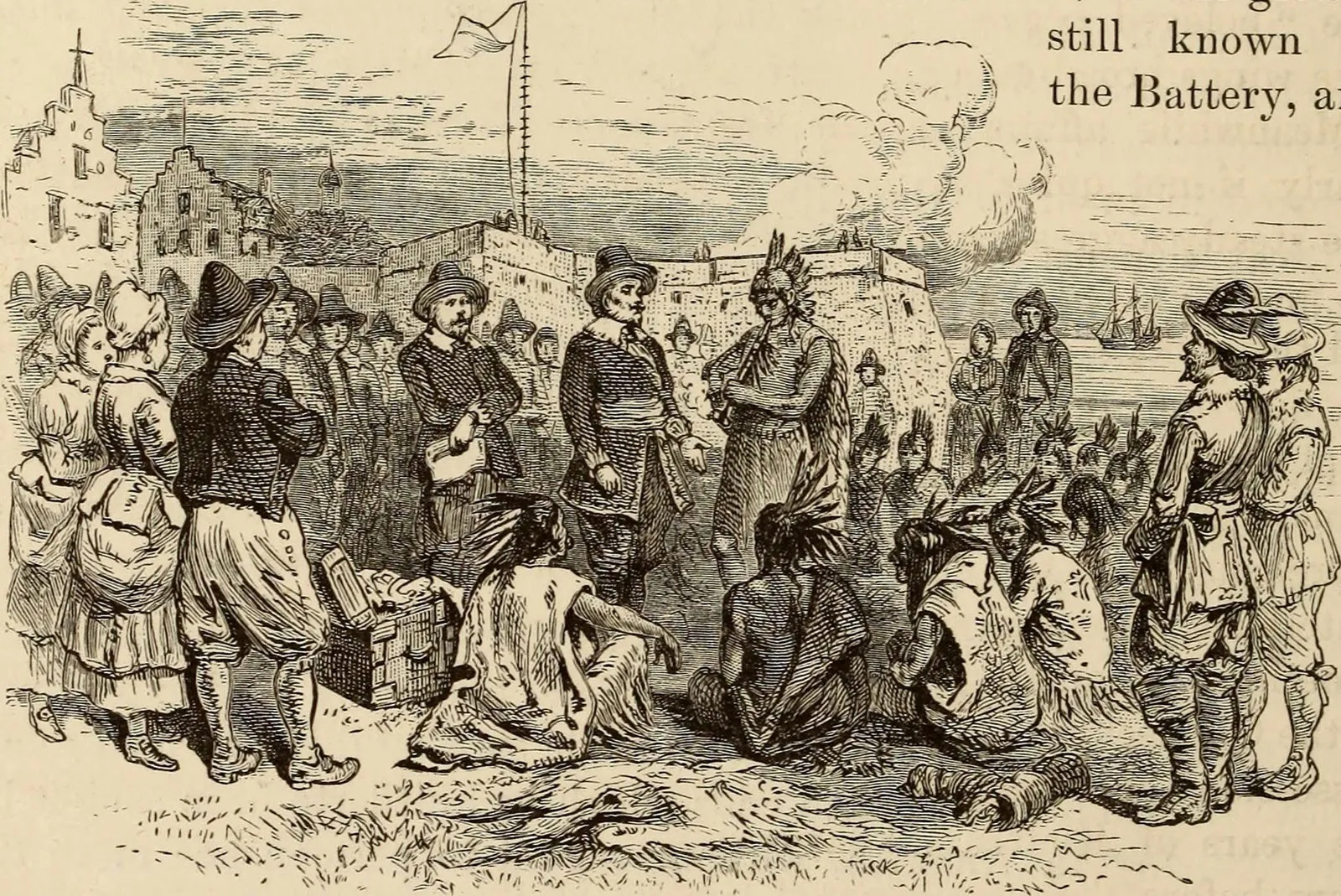
Acuerdos de paz entre raza blanca y los Wappinger, 1645

Los wappinger eran una confederación de tribus de indios algonquinos, cuyo nombre quiere decir “orientales”. Comprendía 17 tribus: Hammonasset, Kitchawank, Massaco, Menunkatuck, Nochpeem, Poquanock, Paugusset, Podunk, Quinnipiack, Sicagg, Sintsink, Siwanoy, Tankiteke, Tunxis, Wangunk, Wappinger y Wecquaesgeek.

## Localización
Durante el siglo XVIII ocuparon las orillas del río Hudson en el Este, desde la isla de Manhattan hasta lo que actualmente es Poughkeepsie, y al Oeste hasta el valle de Connecticut. Hoy en día forman la Peuqusset Band, y junto a los pequot viven en la reserva Schaghticoke (Lichtfield, Connecticut).

## Demografía
En 1600 eran unos 5.000 individuos. Hacia 1770 sólo quedaban 50 tunxis, 50 podunk y 70 quinnipiac (de los cuales únicamente quedaba uno en 1850). Hoy sólo restan unos centenares. 

## Costumbres
Eran semisedentarios y se movían estacionalmente entre lugares fijos cuando necesitaban proveerse de reservas alimentarias. Dependían mucho del maíz para su subsistencia, y lo cultivaban las mujeres, suplementado con caza y pesca.
Las tribus se dividían en bandas, cada una de ellas gobernada por un sachem y un Consejo de Ancianos. Su importancia comercial radicaba en que eran proveedores de sewan (cuentas usadas como sustituto del dinero) a las otras tribus, importante para hacer el wampum (conchas usadas como dinero).
Cultural y económicamente, estaban muy relacionados con los mohicanos y los pequot.

## Historia
Desde la llegada de los blancos en el siglo XVII se vieron obligados a vender constantemente sus tierras. Ya en 1621 comerciaron con Holanda, a quien vendieron la isla de Manhattan por 444 dólares (60 florines).
En 1630 un grupo se estableció en Kent (Connecticut) y otro en Sctockbridge (Massachusetts), y aprovecharon su papel en el comercio de sewan. Pero en 1641 se enfrentaron a los raritans porque les destrozaban las cosechas, y desde 1643 a los holandeses y la iroqueses, muriendo unos 1600 miembros de la tribu. El hecho más impresionante fue la Masacre de Pavonia (1643), cuando el gobernador de Nueva Holanda, Willem Kieft, hizo una matanza de 80 indios cerca del Hudson, ejecutando además a 30 prisioneros, y se llevó 80 cabezas cortadas con las cuales su esposa jugó a la pelota.
Además, en 1650-1654 entraron en guerra nuevamente contra holandeses e iroqueses cuando un granjero holandés mató a una mujer wappinger que le intentaba robar unos melocotones (la Guerra de los Melocotones). El gobernador Peter Stuyvesant les arrasó los campamentos y mató a mujeres y niños.
Diezmados por todas estas guerras, en 1756 los supervivientes fueron a Westchester y Chwenango (Nueva York) con los nanticoke, hasta que se establecieron en Binghampton (Nueva York) en 1775. Otro grupo se estableció en Canadá.
- Datos: Q1811930